# Salsa puttanesca

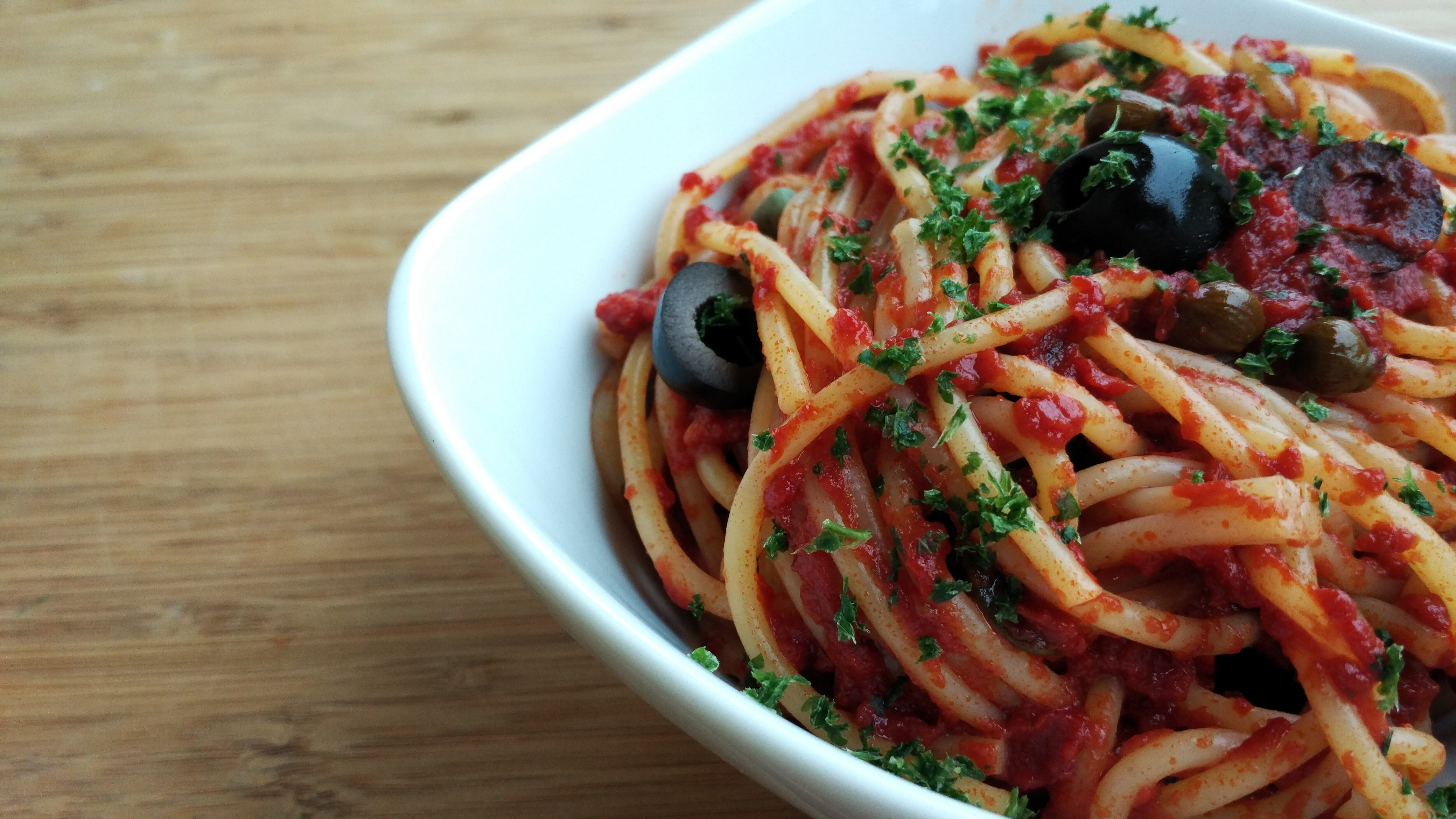
Plat d'espaguetis a la puttanesca

La salsa puttanesca, (italià) salsa alla puttanesca, és una salsa derivada de la salsa de tomàquet de la cuina italiana.

## Preparació
És una salsa preparada a base de tomàquets amb oli d'oliva i all, amb olives (negres, blanques o una combinació de les dues) i tàperes picades. En la variant del Laci s'afegeixen típicament unes anxoves.
Els ingredients es piquen i es barregen amb la salsa de tomàquet. Hi ha una variant d'aquesta salsa amb tonyina. També s'hi pot afegir bitxo per fer-la picant. L'ideal és que el gust d'aquesta salsa sigui un xic àcid i picant.

## Usos culinaris
Aquesta salsa se sol servir amb espaguetis "al dente" per fer els spaghetti alla puttanesca, plat típic de la cuina napolitana i de la cuina romana, però combina bé amb qualsevol tipus de pasta. Sovint es fa també amb linguine.

## Etimologia del nom
Hi ha diverses interpretacions possibles sobre el nom singular d'aquesta salsa, però resulta difícil saber quina és la veritable.
Una d'elles diu que una vegada a Ischia l'arquitecte Sandro Petti no tenia res per a oferir a un grup d'amics i ells van dir:
"Ma dai Sandro, è tardi ed abbiamo fame, dove vuoi che andiamo... facci una puttanata qualsiasi". (Vinga Sandro, és tard i tenim gana, on vols que anem... fes-nos qualsevol fotesa).
I així Sandro amb quatre coses que tenia a la cuina els va fer aquesta salsa.
Altres versions diuen que:
- La salsa es coneixia originalment com a sugo alla marinara, però passada la Segona Guerra Mundial, el pintor Eduardo Colucci la va rebatejar amb el nom actual mentre estiuejava a Ischia sense explicar massa les raons.[3]
- La puttanesca deriva d'una salsa coneguda com a sugo alla buona donna, el nom "buona donna" essent un eufemisme per evitar la paraula "puttana", com en el cas de l'expressió "figlio di buona donna".[4]
- El nom prové del fet que la salsa requereix poc temps de preparació. Així hom diu popularment que és idònea per les prostitutes quan volen preparar ràpidament un àpat calent entre client i client.[5]
- Els ingredients no duen greixos (mantega, cansalada) com en altres plats de pasta, que podrien fer el plat desagradable una vegada fred. Així, les prostitutes de les "Case chiuse" (cases tancades de mitjans del segle xx) de Nàpols, podien atendre un client si venia impromptu. Com que és un plat que és bo tant calent com fred, les dones podien continuar menjant després d'haver fet llur tasca sense necessitat de reescalfar-lo.
- Arthur Schwartz (1900 – 1984) va proposar unes quantes teories, una de les quals és que els colors del plat, el blanc de la pasta, el roig del tomàquet, el verd de les tàperes i el negre de les olives, recorden els colors vius dels vestits cridaners de les prostitutes napolitanes a principis del segle xx.[6]